# Leagues Cup 2021
La Leagues Cup 2021 fue la segunda edición de la Leagues Cup. El torneo regresó dos años después de su primera edición, al no poderse realizar en el 2020 por problemas de logística relacionados con las medidas sanitarias establecidas por la Pandemia de COVID-19.
Se disputó con cuatro clubes de la Major League Soccer y cuatro de la Liga MX en un torneo de eliminación directa a partido único. Como en la primera edición, todos los encuentros se llevaron a cabo en Estados Unidos.
El campeón de esta edición fue el Club León de la Liga MX, que logró su primer título en este torneo.

## Formato
A diferencia de la temporada inaugural, donde los equipos participantes fueron escogidos de manera arbitraria, para esta edición los equipos de ambos países calificaron a este torneo con base en sus logros en la temporada pasada de sus respectivas ligas.
Por la MLS, los cuatro equipos que participarán son los dos mejores de cada conferencia en la temporada 2020 que no calificaron a la Liga de Campeones de la Concacaf 2021. En la Conferencia Este, el 1°, 2° y 3° participaron en la 'Concachampions' 2021, por lo que  el 4° y 5° de la conferencia son los que disputarán la Leagues Cup: Orlando City SC y New York City FC respectivamente. En la Conferencia Oeste no hubo problema y estarán en el torneo el 1° y 2°: Sporting Kansas City y Seattle Sounders.
Por la Liga MX, estarán los cuatro equipos mejor ubicados en la tabla general de la temporada 2020-2021, sin tomar en cuenta a los que aún participan en la Liga de Campeones de la Concacaf 2021 ni al que juegue la Campeones Cup 2021. Cruz Azul, América y Monterrey, 1°, 2° y 4° respectivamente de la tabla general de la temporada 2020-21 se encuentran en la 'Concachampions' 2021, por lo que los representantes mexicanos serían el 3°, el 5°, el 6° y el 7° de la general: León, Tigres de la UANL, Santos Laguna y Pumas de la UNAM respectivamente. Sin embargo, el León aún se encuentra en la disputa del Campeón de Campeones 2020-21 (vs. Cruz Azul), partido que otorga el pase a la Campeones Cup. Por lo que, en caso de ganar el Campeón de Campeones, el León disputaría la Campeones Cup y dejaría su lugar en la Leagues Cup al Guadalajara (8° de la tabla general, temporada 2020-21). En caso de perderlo, seguiría en la Leagues Cup.

## Equipos participantes
| Federación              | Equipo                                                           | Vía de clasificación |
| ----------------------- | ---------------------------------------------------------------- | --- |
| México 4 plazas         | León Tigres UANL Santos Laguna Pumas UNAM                        | Tercero de la Tabla General 2020-2021 de la Liga MX Quinto de la Tabla General 2020-2021 de la Liga MX Sexto de la Tabla General 2020-2021 de la Liga MX Séptimo de la Tabla General 2020-2021 de la Liga MX |
| Estados Unidos 4 plazas | Orlando City New York City Sporting Kansas City Seattle Sounders | Cuarto de la Conferencia Este de la MLS 2020 Quinto de la Conferencia Este de la MLS 2020 Primero de la Conferencia Oeste de la MLS 2020 Segundo de la Conferencia Oeste de la MLS 2020                      |

## Calendario[4]
| Ronda            | Fechas                        | Estadios                                                                  | Ciudades                                                                                |
| ---------------- | ----------------------------- | ------------------------------------------------------------------------- | --------------------------------------------------------------------------------------- |
| Cuartos de final | 10 al 12 de agosto de 2021    | - Children's Mercy Park - Lumen Field - Yankee Stadium - Exploria Stadium | - Kansas City, Kansas - Seattle, Washington - Nueva York, Nueva York - Orlando, Florida |
| Semifinales      | 14 y 15 de septiembre de 2021 | - Lumen Field - BBVA Stadium                                              | - Seattle, Washington - Houston, Texas                                                  |
| Final            | 22 de septiembre de 2021      | - Allegiant Stadium                                                       | - Las Vegas, Nevada                                                                     |

## Cuadro de desarrollo
|  | Cuartos de final      | Cuartos de final      |                  |               | Semifinales           | Semifinales           |  |                  | Final            | Final            |  |
|  | 10, 11 y 12 de agosto | 10, 11 y 12 de agosto |                  |               | 14 y 15 de septiembre | 14 y 15 de septiembre |  |                  | 22 de septiembre | 22 de septiembre |  |
|  |                       |                       |                  |               |                       |                       |  |                  |                  |                  |  |
|  |                       |                       |                  |               |                       |                       |  |                  |                  |                  |  |
|  | Orlando City          | 0                     |                  |               |                       |                       |  |                  |                  |                  |  |
|  | Orlando City          | 0                     |                  |               |                       |                       |  |                  |                  |                  |  |
|  | Santos Laguna         | 1                     |                  |               |                       |                       |  |                  |                  |                  |  |
|  | Santos Laguna         | 1                     |                  | Santos Laguna | 0                     |                       |  |                  |                  |                  |  |
|  |                       |                       |                  | Santos Laguna | 0                     |                       |  |                  |                  |                  |  |
|  |                       |                       | Seattle Sounders | 1             |                       |                       |  |                  |                  |                  |  |
|  | Seattle Sounders      | 3                     | Seattle Sounders | 1             |                       |                       |  |                  |                  |                  |  |
|  | Seattle Sounders      | 3                     |                  |               |                       |                       |  |                  |                  |                  |  |
|  | Tigres UANL           | 0                     |                  |               |                       |                       |  |                  |                  |                  |  |
|  | Tigres UANL           | 0                     |                  |               |                       |                       |  | Seattle Sounders | 2                |                  |  |
|  |                       |                       |                  |               |                       |                       |  | Seattle Sounders | 2                |                  |  |
|  |                       |                       | León             | 3             |                       |                       |  |                  |                  |                  |  |
|  | New York City         | 1 (2)                 | León             | 3             |                       |                       |  |                  |                  |                  |  |
|  | New York City         | 1 (2)                 |                  |               |                       |                       |  |                  |                  |                  |  |
|  | Pumas UNAM (p)        | 1 (3)                 |                  |               |                       |                       |  |                  |                  |                  |  |
|  | Pumas UNAM (p)        | 1 (3)                 |                  | Pumas UNAM    | 0                     |                       |  |                  |                  |                  |  |
|  |                       |                       |                  | Pumas UNAM    | 0                     |                       |  |                  |                  |                  |  |
|  |                       |                       | León             | 2             |                       |                       |  |                  |                  |                  |  |
|  | Sporting Kansas City  | 1                     | León             | 2             |                       |                       |  |                  |                  |                  |  |
|  | Sporting Kansas City  | 1                     |                  |               |                       |                       |  |                  |                  |                  |  |
|  | León                  | 6                     |                  |               |                       |                       |  |                  |                  |                  |  |
|  | León                  | 6                     |                  |               |                       |                       |  |                  |                  |                  |  |
|  |                       |                       |                  |               |                       |                       |  |                  |                  |                  |  |

## Partidos

### Cuartos de final
| 10 de agosto de 2021, 20:00 ET | Sporting Kansas City | 1:6 (0:3) | León                                                                      | Children's Mercy Park, Kansas City                        |                                                           |
|                                | Duke 63'             | Reporte   | Colombatto 16' · Fernández 27', 44' · Mena 62' · Meneses 72' · Dávila 79' | Asistencia: 15 579 espectadores Árbitro(s): Juan Calderón | Asistencia: 15 579 espectadores Árbitro(s): Juan Calderón |

| 10 de agosto de 2021, 22:00 ET | Seattle Sounders                               | 3:0 (1:0) | Tigres UANL | Lumen Field, Seattle                                   |                                                        |
|                                | Ruidiaz 23' (pen.) · Montero 64' · Lodeiro 70' | Reporte   |             | Asistencia: 17 077 espectadores Árbitro(s): John Pittí | Asistencia: 17 077 espectadores Árbitro(s): John Pittí |

| 11 de agosto de 2021, 20:00 ET | New York City FC                                         | 1:1 (0:0) (2:3 p.)         | Pumas UNAM                                | Yankee Stadium, Nueva York                                |                                                           |
|                                | Castellanos 61'                                          | Reporte                    | Rogério 71'                               | Asistencia: 17 276 espectadores Árbitro(s): Oshane Nation | Asistencia: 17 276 espectadores Árbitro(s): Oshane Nation |
|                                |                                                          | Tiros desde el punto penal |                                           |                                                           |                                                           |
|                                | Castellanos · Tajouri-Shradi · Callens · Sands · Morález |                            | Velarde · Mozo · Lira · Galindo · Saucedo |                                                           |                                                           |

| 12 de agosto de 2021, 19:00 ET | Orlando City SC | 0:1 (0:1) | Santos Laguna | Exploria Stadium, Orlando |                          |
|                                |                 | Reporte   | Otero 30'     | Árbitro(s): Selvin Brown  | Árbitro(s): Selvin Brown |

### Semifinales
| 14 de septiembre de 2021, 22:00 ET | Seattle Sounders | 1:0 (0:0) | Santos Laguna | Lumen Field, Seattle                                       |                                                            |
|                                    | Ruidíaz 90+3'    | Reporte   |               | Asistencia: 12 201 espectadores Árbitro(s): Keylor Herrera | Asistencia: 12 201 espectadores Árbitro(s): Keylor Herrera |

| 15 de septiembre de 2021, 20:00 ET | León                        | 2:0 (1:0) | Pumas UNAM | BBVA Stadium, Houston                                    |                                                          |
|                                    | Colombatto 16' · Ormeño 68' | Reporte   |            | Asistencia: 10 928 espectadores Árbitro(s): Walter López | Asistencia: 10 928 espectadores Árbitro(s): Walter López |

### Final
| 24    | POR   | Stefan Frei     |     |
| 3     | DEF   | Xavier Arreaga  |     |
| 27    | DEF   | Shane O'Neill   | 83' |
| 28    | DEF   | Yeimar Gómez    |     |
| 22    | MED   | Kelyn Rowe      | 83' |
| 6     | MED   | João Paulo      |     |
| 16    | MED   | Álex Roldán     |     |
| 7     | MED   | Cristian Roldán |     |
| 94    | MED   | Jimmy Medranda  | 68' |
| 12    | DEL   | Fredy Montero   | 77' |
| 9     | DEL   | Raúl Ruidíaz    |     |
| D. T. | D. T. | Brian Schmetzer |     |

| 30    | POR   | Rodolfo Cota        |     |
| 6     | DEF   | William Tesillo     |     |
| 21    | DEF   | Jaine Barreiro      |     |
| 24    | DEF   | Osvaldo Rodríguez   |     |
| 4     | DEF   | Andrés Mosquera     | 59' |
| 8     | MED   | José Rodríguez      |     |
| 22    | MED   | Santiago Colombatto |     |
| 25    | MED   | Omar Fernández      | 71' |
| 16    | DEL   | Jean Meneses        | 60' |
| 13    | DEL   | Ángel Mena          |     |
| 7     | DEL   | Víctor Dávila       | 60' |
| D. T. | D. T. | Ariel Holan         |     |

| 11 | MED | Brad Smith      | 68' |
| 17 | DEL | Will Bruin      | 77' |
| 20 | DEL | Nicolas Benezet | 83' |
| 84 | MED | Josh Atencio    | 83' |

| 28 | MED | David Ramírez     | 59' |
| 11 | DEL | Elías Hernández   | 60' |
| 20 | DEL | Emanuel Gigliotti | 60' |
| 10 | MED | Luis Montes       | 71' |

| 48' · 90+2' | Cristian Roldán Nicolas Benezet | 1:0 3:2 |

| 61' · 81' · 85' | Ángel Mena Emmanuel Gigliotti | 1:1 1:2 1:3 |

| Principal  | Iván Barton    |
| Asistentes | David Morán    |
|            | Juan Zumba     |
| Cuarto     | Ismael Cornejo |

| VAR            | Tatiana Guzmán |
| Asistentes VAR | Juan Calderón  |

| 24    | POR   | Stefan Frei     |     |
| 3     | DEF   | Xavier Arreaga  |     |
| 27    | DEF   | Shane O'Neill   | 83' |
| 28    | DEF   | Yeimar Gómez    |     |
| 22    | MED   | Kelyn Rowe      | 83' |
| 6     | MED   | João Paulo      |     |
| 16    | MED   | Álex Roldán     |     |
| 7     | MED   | Cristian Roldán |     |
| 94    | MED   | Jimmy Medranda  | 68' |
| 12    | DEL   | Fredy Montero   | 77' |
| 9     | DEL   | Raúl Ruidíaz    |     |
| D. T. | D. T. | Brian Schmetzer |     |

| 30    | POR   | Rodolfo Cota        |     |
| 6     | DEF   | William Tesillo     |     |
| 21    | DEF   | Jaine Barreiro      |     |
| 24    | DEF   | Osvaldo Rodríguez   |     |
| 4     | DEF   | Andrés Mosquera     | 59' |
| 8     | MED   | José Rodríguez      |     |
| 22    | MED   | Santiago Colombatto |     |
| 25    | MED   | Omar Fernández      | 71' |
| 16    | DEL   | Jean Meneses        | 60' |
| 13    | DEL   | Ángel Mena          |     |
| 7     | DEL   | Víctor Dávila       | 60' |
| D. T. | D. T. | Ariel Holan         |     |

| 11 | MED | Brad Smith      | 68' |
| 17 | DEL | Will Bruin      | 77' |
| 20 | DEL | Nicolas Benezet | 83' |
| 84 | MED | Josh Atencio    | 83' |

| 28 | MED | David Ramírez     | 59' |
| 11 | DEL | Elías Hernández   | 60' |
| 20 | DEL | Emanuel Gigliotti | 60' |
| 10 | MED | Luis Montes       | 71' |

| 48' · 90+2' | Cristian Roldán Nicolas Benezet | 1:0 3:2 |

| 61' · 81' · 85' | Ángel Mena Emmanuel Gigliotti | 1:1 1:2 1:3 |

| Principal  | Iván Barton    |
| Asistentes | David Morán    |
|            | Juan Zumba     |
| Cuarto     | Ismael Cornejo |

| VAR            | Tatiana Guzmán |
| Asistentes VAR | Juan Calderón  |

| 24    | POR   | Stefan Frei     |     |
| 3     | DEF   | Xavier Arreaga  |     |
| 27    | DEF   | Shane O'Neill   | 83' |
| 28    | DEF   | Yeimar Gómez    |     |
| 22    | MED   | Kelyn Rowe      | 83' |
| 6     | MED   | João Paulo      |     |
| 16    | MED   | Álex Roldán     |     |
| 7     | MED   | Cristian Roldán |     |
| 94    | MED   | Jimmy Medranda  | 68' |
| 12    | DEL   | Fredy Montero   | 77' |
| 9     | DEL   | Raúl Ruidíaz    |     |
| D. T. | D. T. | Brian Schmetzer |     |

| 30    | POR   | Rodolfo Cota        |     |
| 6     | DEF   | William Tesillo     |     |
| 21    | DEF   | Jaine Barreiro      |     |
| 24    | DEF   | Osvaldo Rodríguez   |     |
| 4     | DEF   | Andrés Mosquera     | 59' |
| 8     | MED   | José Rodríguez      |     |
| 22    | MED   | Santiago Colombatto |     |
| 25    | MED   | Omar Fernández      | 71' |
| 16    | DEL   | Jean Meneses        | 60' |
| 13    | DEL   | Ángel Mena          |     |
| 7     | DEL   | Víctor Dávila       | 60' |
| D. T. | D. T. | Ariel Holan         |     |

| 11 | MED | Brad Smith      | 68' |
| 17 | DEL | Will Bruin      | 77' |
| 20 | DEL | Nicolas Benezet | 83' |
| 84 | MED | Josh Atencio    | 83' |

| 28 | MED | David Ramírez     | 59' |
| 11 | DEL | Elías Hernández   | 60' |
| 20 | DEL | Emanuel Gigliotti | 60' |
| 10 | MED | Luis Montes       | 71' |

| 48' · 90+2' | Cristian Roldán Nicolas Benezet | 1:0 3:2 |

| 61' · 81' · 85' | Ángel Mena Emmanuel Gigliotti | 1:1 1:2 1:3 |

| Principal  | Iván Barton    |
| Asistentes | David Morán    |
|            | Juan Zumba     |
| Cuarto     | Ismael Cornejo |

| VAR            | Tatiana Guzmán |
| Asistentes VAR | Juan Calderón  |

| 24    | POR   | Stefan Frei     |     |
| 3     | DEF   | Xavier Arreaga  |     |
| 27    | DEF   | Shane O'Neill   | 83' |
| 28    | DEF   | Yeimar Gómez    |     |
| 22    | MED   | Kelyn Rowe      | 83' |
| 6     | MED   | João Paulo      |     |
| 16    | MED   | Álex Roldán     |     |
| 7     | MED   | Cristian Roldán |     |
| 94    | MED   | Jimmy Medranda  | 68' |
| 12    | DEL   | Fredy Montero   | 77' |
| 9     | DEL   | Raúl Ruidíaz    |     |
| D. T. | D. T. | Brian Schmetzer |     |

| 30    | POR   | Rodolfo Cota        |     |
| 6     | DEF   | William Tesillo     |     |
| 21    | DEF   | Jaine Barreiro      |     |
| 24    | DEF   | Osvaldo Rodríguez   |     |
| 4     | DEF   | Andrés Mosquera     | 59' |
| 8     | MED   | José Rodríguez      |     |
| 22    | MED   | Santiago Colombatto |     |
| 25    | MED   | Omar Fernández      | 71' |
| 16    | DEL   | Jean Meneses        | 60' |
| 13    | DEL   | Ángel Mena          |     |
| 7     | DEL   | Víctor Dávila       | 60' |
| D. T. | D. T. | Ariel Holan         |     |

| 11 | MED | Brad Smith      | 68' |
| 17 | DEL | Will Bruin      | 77' |
| 20 | DEL | Nicolas Benezet | 83' |
| 84 | MED | Josh Atencio    | 83' |

| 28 | MED | David Ramírez     | 59' |
| 11 | DEL | Elías Hernández   | 60' |
| 20 | DEL | Emanuel Gigliotti | 60' |
| 10 | MED | Luis Montes       | 71' |

| 48' · 90+2' | Cristian Roldán Nicolas Benezet | 1:0 3:2 |

| 61' · 81' · 85' | Ángel Mena Emmanuel Gigliotti | 1:1 1:2 1:3 |

| Principal  | Iván Barton    |
| Asistentes | David Morán    |
|            | Juan Zumba     |
| Cuarto     | Ismael Cornejo |

| VAR            | Tatiana Guzmán |
| Asistentes VAR | Juan Calderón  |

|                          |
| Bandera de México        |
| Campeón León 1.er título |

## Estadísticas

### Tabla de rendimiento
| # | Equipos              | Pts | PJ | PG | PE | PP | GF | GC | Dif. | Rend. |
| - | -------------------- | --- | -- | -- | -- | -- | -- | -- | ---- | ----- |
| 1 | León                 | 9   | 3  | 3  | 0  | 0  | 11 | 3  | 8    | 100%  |
| 2 | Seattle Sounders     | 6   | 3  | 2  | 0  | 1  | 6  | 3  | 3    | 66%   |
| 3 | Santos Laguna        | 3   | 2  | 1  | 0  | 1  | 1  | 1  | 0    | 50%   |
| 4 | New York City        | 1   | 1  | 0  | 1  | 0  | 1  | 1  | 0    | 33%   |
| 5 | Pumas de la UNAM     | 1   | 2  | 0  | 1  | 1  | 1  | 3  | -2   | 16%   |
| 6 | Orlando City         | 0   | 1  | 0  | 0  | 1  | 0  | 1  | -1   | 0%    |
| 7 | Tigres de la UANL    | 0   | 1  | 0  | 0  | 1  | 0  | 3  | -3   | 0%    |
| 8 | Sporting Kansas City | 0   | 1  | 0  | 0  | 1  | 1  | 6  | -5   | 0%    |

### Goleadores
| Jugador             | Club             | Goles | PJ |
| ------------------- | ---------------- | ----- | -- |
| Ángel Mena          | León             | 3     | 3  |
| Omar Fernández      | León             | 2     | 3  |
| Raúl Ruidíaz        | Seattle Sounders | 2     | 3  |
| Santiago Colombatto | León             | 2     | 3  |